# Mont Neacola
El Mont Neacola (o Neacola Peak) és el nom no oficial que rep el punt més alt de les muntanyes Neacola, la secció més septentrional de la serralada Aleutiana, a Alaska, el qual s'eleva fins als 2.873 msnm. Tot i que la seva elevació és baixa respecte altres cims més destacats d'Alaska, el Mont Neacola és un cim impressionant per tenir uns vessants molt abruptes, un cim punxegut i una base totalment plana. El cim forma part del Parc i Reserva Nacionals del Llac Clark.
La primera ascensió del mont Neacola va tenir lloc el 20 de maig de 1991 per James Garrett, Loren Glick i Kennan Harvey, en una expedició inspirada per l'intrèpid Fred Beckey. Van escalar el cim per la cara oest, amb una ruta amb 1.400 metres de desnivell, gairebé tota sobre gel i 65% de desnivell.